# 羅馬尼亞商業銀行
羅馬尼亞商業銀行（羅馬尼亞語：Banca Comercială Română），奧地利第一集團的成員，是羅馬尼亞最重要的金融集團之一，包括全能銀行業務（零售、企業和投資銀行、資金和資本市場），以及租賃市場、私人養老金和住房領域的領先公司銀行。

## 運營

### 銀行服務
BCR 提供銀行服務：
- 開戶
- 國內和國際支付
- 貨幣交易
- 營運資金融資
- 中長期貸款
- 個人貸款
- 微型企業和小企業的融資
- 銀行擔保
- 信用證

### 其他服務
BCR 通過其分支機構提供：
- 租賃
- 經紀
- 財務諮詢服務
- 資產管理[2]

## 外部連結
- Site web oficial （页面存档备份，存于）
- 羅馬尼亞商業銀行的Facebook專頁
- 羅馬尼亞商業銀行基希訥烏 （页面存档备份，存于）